# Odaia Bursucani
Odaia Bursucani – wieś w Rumunii, w okręgu Vaslui, w gminie Grivița. W 2011 roku liczyła 566 mieszkańców.